# Monochirus trichodactylus
Monochirus trichodactylus és un peix teleosti de la família dels soleids i de l'ordre dels pleuronectiformes.

## Distribució geogràfica
Es troba a les costes del Mar de la Xina Meridional.